# Jeune garde de Russie unie
La Jeune Garde (russe : Молодая гвардия, latinisation : Molodaya gvardiya) est la branche jeune du parti politique russe Russie unie. Fondée en 2005, elle reprit le nom de la fameuse Garde Jeune, une organisation résistante russe clandestine de la Seconde Guerre mondiale. La Jeune Garde revendique 83 antennes régionales à travers la Russie.
La Jeune Garde fut fondée avec pour objectif d'encadrer les actions des jeunes militants du parti Russie Unie mais ambitionne de rassembler l'ensemble des jeunes Russes autour d'un projet politique commun. L'organisation travaille régulièrement sur des projets qu'elle communique au public dont « le volontariat », « la campagne électorale des jeunes », « une nation saine », « un environnement accessible », « l'innovateur », « l'énergie de la rue », « mon histoire », « mon territoire », « le parlementarisme pour la jeunesse ».
L'organisation revendique 160 000 membres à travers l'État russe. Les coprésidents de l'organisation sont Aliona Archinova et Timur Prokopenko.
En décembre 2010, l'espionne russe Anna Chapman (arrêtée et renvoyée dans son pays par les États-Unis) fut nommée au conseil public de l'organisation.